# Il Mattino
Il Mattino è un quotidiano italiano fondato a Napoli nel 1892 da Edoardo Scarfoglio e Matilde Serao.
Negli anni ha mantenuto il primato di primo quotidiano dell'Italia meridionale per numero di copie e diffusione tra i lettori.
Dal 14 settembre 2018 la sua sede è sita presso la Torre Francesco del centro direzionale della città, la redazione è da allora intitolata a Giancarlo Siani, cronista del Mattino ucciso nel 1985 dalla camorra. Il domicilio dei precedenti cinque decenni era nel quartiere San Ferdinando a via Chiatamone 65, in cui il quotidiano si era trasferito nel 1962 dopo aver lasciato la storica sede di vico rotto San Carlo, dietro la galleria Umberto.

## Storia

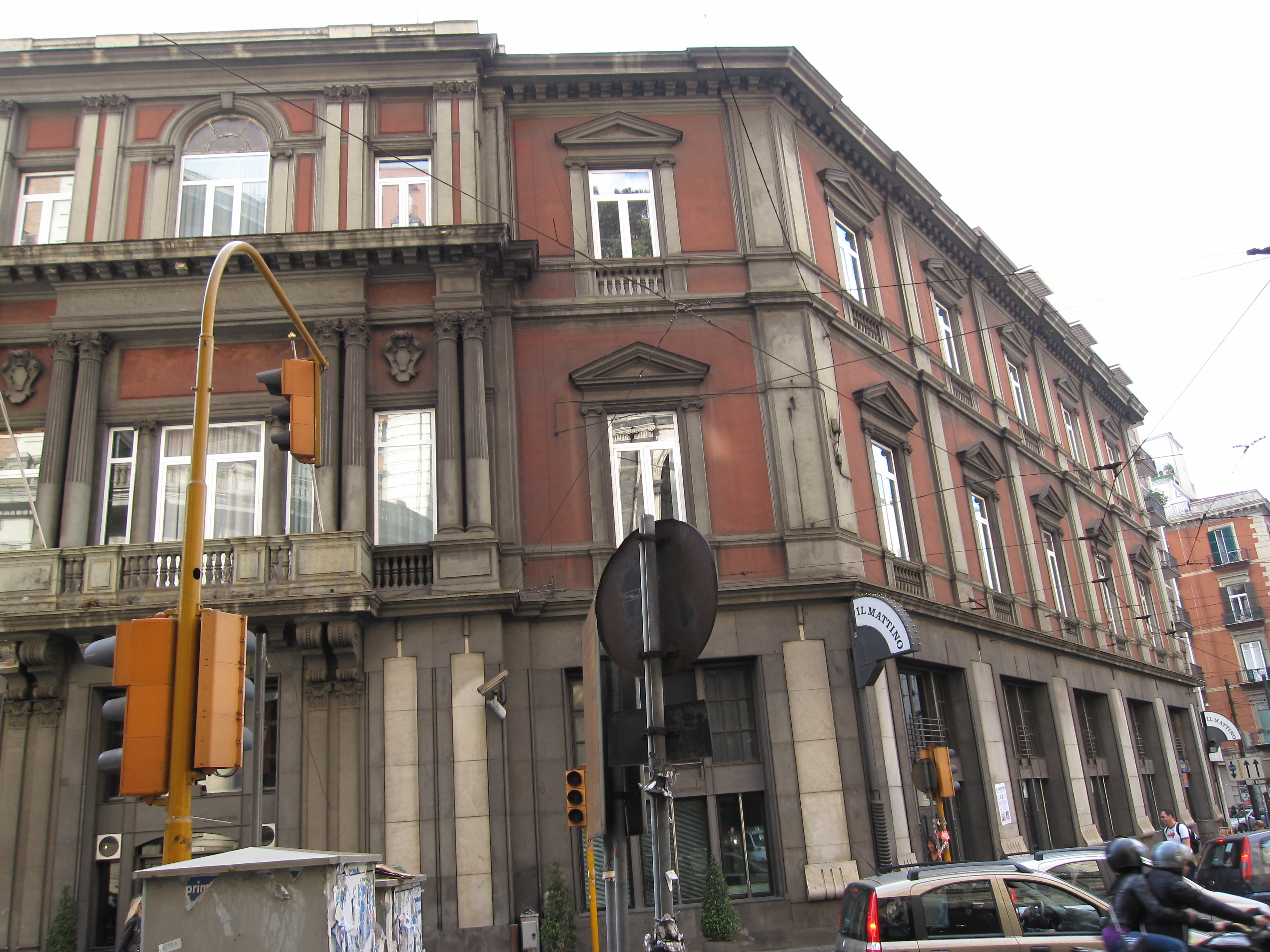
Sede del quotidiano fino al 2018.

### Dalla fondazione alla prima guerra mondiale
Il primo numero esce il 16 marzo 1892. A Napoli ci sono dieci quotidiani. In poco meno di dieci anni Il Mattino raggiunge una tiratura di 33 000 copie.

### Dal primo dopoguerra al fascismo: Tecchio, Preziosi e l'insediamento di Sansanelli
Il giornale fu definito «Quartarellista».

### Dal secondo dopoguerra agli anni della gestione Rizzoli
Dopo la Liberazione di Napoli (ottobre 1943) il Comando alleato decide la chiusura del "Mattino" per la connivenza col regime fascista.

Dopo la fine della Seconda guerra mondiale il Banco di Napoli ritorna proprietario della testata. Il quotidiano ritorna in edicola il 9 aprile 1950.

### Gli ultimi anni del XX secolo
Negli anni ottanta Il Mattino vive il suo periodo d'oro: in quel decennio il Napoli, trascinato da Diego Armando Maradona, vinse il campionato italiano di calcio due volte, nel 1987 e nel 1990. In quel periodo raggiunse il record di tiratura, pari a 180 000 copie.

### Il XXI secolo
Il 23 luglio 2009, dopo sette anni, Mario Orfeo lascia la direzione del giornale per passare a quella del Tg2. Dal 5 agosto 2009 al 10 dicembre 2012 l'incarico di direttore è stato affidato a Virman Cusenza, già vicedirettore della testata.
Il 10 dicembre 2012 con il passaggio di Cusenza alla direzione del Messaggero viene nominato direttore Alessandro Barbano.

Il 30 maggio 2018 il quotidiano si rinnova graficamente. Poco dopo Barbano lascia la direzione. Dal primo giugno 2018 al primo giugno 2022 il direttore è Federico Monga. Dal 4 maggio 2024 il direttore è Roberto Napoletano.

## Variazioni dell'assetto proprietario
- All'atto della fondazione Edoardo Scarfoglio è il proprietario del giornale. Dopo la sua morte (1917) la proprietà passa ai figli Paolo e Carlo.[2]
- Nel 1924 il giornale passa di proprietà: il Banco di Napoli acquista la quota di maggioranza. Alcuni industriali rilevano quote di minoranza: tra essi l'armatore Achille Lauro.[2]
- Durante la Seconda guerra mondiale il regime risarcisce Lauro, che ha impegnato tutta la sua flotta per il trasporto di truppe e merci, ormai decimata, conferendogli il 50% della proprietà di tutti i quotidiani napoletani, tra cui "Il Mattino".[9]
- Dopoguerra: il Banco di Napoli possiede le principali testate di Napoli. Tra esse vi è "Il Mattino".
- 1976: la Rizzoli Editore acquisisce la proprietà del giornale.
- 1985: i nuovi proprietari della Rizzoli decidono di vendere "Il Mattino". Il 51% passa all'industriale barese Stefano Romanazzi.
- 1996: Francesco Gaetano Caltagirone, tramite la Caltagirone Editore, rileva la proprietà del quotidiano.[10]

## Premio Giancarlo Siani
Dal 2004 al 2017 Il Mattino ha ospitato nella sede di via Chiatamone, nel salone al secondo piano ribattezzato Sala Siani, la giornata conclusiva del Premio Giancarlo Siani, promosso da: Ordine dei giornalisti della Campania, Associazione napoletana della stampa, Università degli Studi "Suor Orsola Benincasa", Centro studi Siani e lo stesso quotidiano partenopeo. Il premio è intitolato al giovane giornalista partenopeo, prima corrispondente per Il Mattino da Torre Annunziata e poi al lavoro per tre mesi nella redazione centrale, ucciso dalla camorra il 23 settembre del 1985, per un suo articolo sulle guerre di camorra e gli arresti dei capoclan di quegli anni.

## Edizioni e diffusione
La vendita media giornaliera è di circa 82 000 copie. Negli ultimi anni il giornale ha però subito una perdita netta di oltre 30 000 copie vendute, anche a causa della comparsa sul mercato di altri quotidiani che si occupano in maniera approfondita di Napoli, tra cui Corriere del Mezzogiorno, l'edizione locale di Repubblica e (dal 14 gennaio 2020) il Riformista, Roma, Cronache di Napoli, Il Denaro, Napolipiù (chiuso nel 2008) e Metropolis.

### Cartacee
- Nazionale
- Napoli città
- Napoli nord (comprensori di Giugliano, Afragola, Acerra, Nola, Pozzuoli)
- Napoli sud (area vesuviana interna e costiera fino a Torre del Greco)
- Napoli sud-est (Pompei, Torre Annunziata, Castellammare di Stabia, Penisola sorrentina)
- Avellino
- Benevento
- Caserta
- Salerno

### On-line
Dal 24 novembre 2008 Il Mattino ha anche una versione on-line, con un sito web che pubblica aggiornamenti in tempo reale su notizie locali, nazionali e internazionali. Secondo i dati diffusi da Audiweb, il sito web è il più letto quotidianamente in Campania. Nel 2014 il sito è risultato essere (insieme a Repubblica, Fanpage, Il Fatto e Corriere della Sera) tra le cinque testate giornalistiche italiane più social, ovvero con il maggior numero di articoli condivisi.

## Dati di diffusione
| Anno | Copie vendute |
| ---- | ------------- |
| 2008 | 76 178        |
| 2007 | 78 471        |
| 2006 | 82 631        |
| 2005 | 84 433        |
| 2004 | 84 831        |
| 2003 | 90 601        |
| 2002 | 92 087        |
| 2001 | 104 588       |
| 2000 | 104 741       |
| 1999 | 100 102       |
| 1998 | 98 650        |
| 1997 | 102 179       |
| 1996 | 108 157       |

Dati Ads - Accertamenti Diffusione Stampa